# Gillian Tett
Gillian Tett, née le 10 juillet 1967, est une journaliste et écrivaine britannique. Anthropologue de formation, elle est devenue une des plumes du Financial Times, en tant que rédactrice en chef, spécialiste des marchés financiers. Elle a été plusieurs fois récompensée pour ses enquêtes, ses articles et ses ouvrages, notamment sur les instruments financiers à l'origine des crises financières, et elle a été remarquée pour avoir anticipé les conséquences de certaines pratiques des marchés.

## Biographie
Gillian Tett effectue ses études secondaires à Londres. À l'âge de 17 ans, elle travaille pour une association pakistanaise à but non lucratif. Puis elle reprend des études à l'université de Cambridge, où elle obtient un doctorat en anthropologie sociale. Sa thèse est consacrée à l'islam au Tadjikistan sous le régime communiste. Considérant qu'une carrière d'universitaire dans ce domaine est un «suicide intellectuel», elle opte pour le journalisme.
En 1993, Gillian Tett rejoint le Financial Times (FT) en tant que correspondante pour l'ancienne Union soviétique et l'Europe. En 1997, elle est affectée à Tokyo, où elle devient quelques années plus tard chef de bureau. En 2003, elle devient l'adjoint d'un influent rédacteur en chef chargé des États-Unis au FT, avant de travailler comme rédacteur en chef adjoint et chroniqueur, puis d'être nommée rédacteur en chef pour les États-Unis. 
Dès 2005, s'intéressant au marché du crédit, elle émet des premières alertes. Pendant les années 2005-2007, elle analyse le fonctionnement de la JPMorgan Chase et met en exergue les risques de perturbations économiques induits par certains instruments financiers. En 2006, elle prédit la crise financière de 2008. Au forum de Davos en 2007, elle est prise à partie par un auditoire de banquiers pour ses prévisions pessimistes et ses appels à la raison.
L'éclatement de la crise financière lui donne raison, même si le groupe financier JPMorgan, par exemple, a contesté le rôle qu'elle lui attribue. En effet, dans son ouvrage intitulé Fool's gold (L'Or des fous), elle raconte les prémisses d'une construction financière commencée dès juin 1994 lors d'une convention interne des équipes financières de la banque JPMorgan, entre bières et piscine, dans un hôtel de Floride. C'est là qu'aurait été imaginé un nouveau produit financier, le marché des credit default swap (CDS). Il  permet au détenteur d'un crédit de se protéger contre un éventuel défaut de son débiteur en contractant un CDS auprès d'un autre investisseur. Mais les équipes financières de la JPMorgan  imaginent de faire des CDS des produits financiers échangés indépendamment de l'emprunt initial : il devient dès lors possible d'en acheter sans avoir d'emprunt à protéger, et à l'inverse, pour le détenteur d'un emprunt, rien n'oblige à en prendre à hauteur des engagements pris. « JPMorgan a été l'un des moteurs de la création de la bulle financière et de sa terrible explosion. Ses jeunes loups n'ont pas inventé le concept de produits dérivés de crédit, mais ils ont établi l'infrastructure du marché, transformant un secteur artisanal en une immense industrie. D'autres les ont ensuite imités dans des domaines plus risqués, comme l'immobilier », affirme-t-elle.
Gillian Tett explique avoir appliqué ses compétences dans la recherche ethnographique dans ses enquêtes. Elle s'est efforcé de constituer une vision globale des impacts des nouveaux produits financiers dans la société, une approche qui n'intéressait pas une profession financière hyper spécialisée. Elle a analysé les structures de pouvoir et de prise de décision des banques d'affaires, où le résultat et l'individualisme peuvent l'emporter, selon elle, sur les obligations sociales, laissant une grande autonomie aux créatifs et aux acteurs commerciaux de ces banques. Enfin, elle s'est intéressée à l'idéologie du libéralisme à tout crin, dominante dans les milieux financiers, qui a balayé les objections sur les risques à moyen terme : le marché était censé s'auto-réguler sans nécessiter de dispositifs et d'instances de contrôles.

## Reconnaissances et distinctions
Elle a reçu à plusieurs reprises un des prix annuels de la presse britannique (British Press Awards) : elle a été ainsi Business Journalist of the Year en 2008, Journalist of the Year en 2009, et Columnist of the Year (chroniqueur de l'année) en 2014.
En 2010, The Daily Beast la qualifie de « femme la plus puissante dans les journaux ».
In 2012, elle reçoit de la Society of American Business Editors and Writers (SABEW) le prix du meilleur article de fond, pour un de ses articles, Madoff spins his story.
EN 2011, elle est honorée de la médaille du Président (President’s Medal) par la British Academy (2011),
Le 30 mai 2013, un doctorat honoris causa lui est décerné, et il lui est demandé de prononcer le discours d'ouverture lors de la cérémonie de remise des diplômes du Baruch College, de l'université de la Ville de New York.

## Principales publications
- Fool's gold : how unrestrained greed corrupted a dream, shattered global markets and unleashed a catastrophe,  Londres, Little, Brown , 2009.
- Fool's gold : the inside story of J.P. Morgan and how Wall Street greed corrupted its bold dream and created a financial catastrophe, New York, Free Press, 2010.

## Traductions en français
- L'or des fous : l'histoire secrète de la JP Morgan ou comment la cupidité des banquiers de Wall Street a corrompu un rêve et a déclenché la catastrophe financière mondiale, traduit de l'édition américaine par Anne Confuron, Paris, Le jardin des livres, 2011.

## Citation
« La plupart des sociétés ont une élite, et les élites veulent conserver le pouvoir. Et leur manière de conserver le pouvoir n'est pas seulement de contrôler les moyens de production, en termes marxistes, c'est-à-dire en contrôlant l'argent, c'est surtout en contrôlant le plan cognitif, notre manière de penser. Et ce qui importe réellement à ce propos, ce n'est pas tant ce qui se dit en public, mais c'est ce qui n'est pas débattu, ce qui ne se dit pas. »

in film documentaire « Four Horsemen » réalisé par Ross Ashcroft,